# Seomjin
Der Seomjin ist ein Fluss in Südkorea. Er entwässert den Südwesten der Provinz Jeollabuk-do, sowie den östlichen Teil der Provinz Jeollanam-do und den westlichen Teil der Provinz Gyeongsangnam-do, und mündet schließlich in die Koreastraße. Der Seomjin entspringt am Palgongsan und erreicht nach 212,3 Kilometern bei Gwangyang die Gwangyang-Bucht.
Das Einzugsgebiet des Seomjin beträgt 4896,5 km². In ihr befinden sich landwirtschaftlich genutzte Flächen als auch ursprüngliche Berglandschaften, wie beispielsweise das Jirisan-Gebiet. Am Fluss lebt auch der Otter (Lutra lutra). Hauptzuflüsse sind der Boseong und der Yocheon.
Der Name "Seomjin" bedeutet wörtlich "Kröten-Fähre". Dieser stammt möglicherweise von den Hideyoshi-Invasionen in Korea der 1590er Jahre. Laut einer Sage verhinderte eine Krötenansammlung das Überqueren des Seomjin durch die Japanische Armee und deren Eindringen in das nördliche Jeolla.

## Fotos

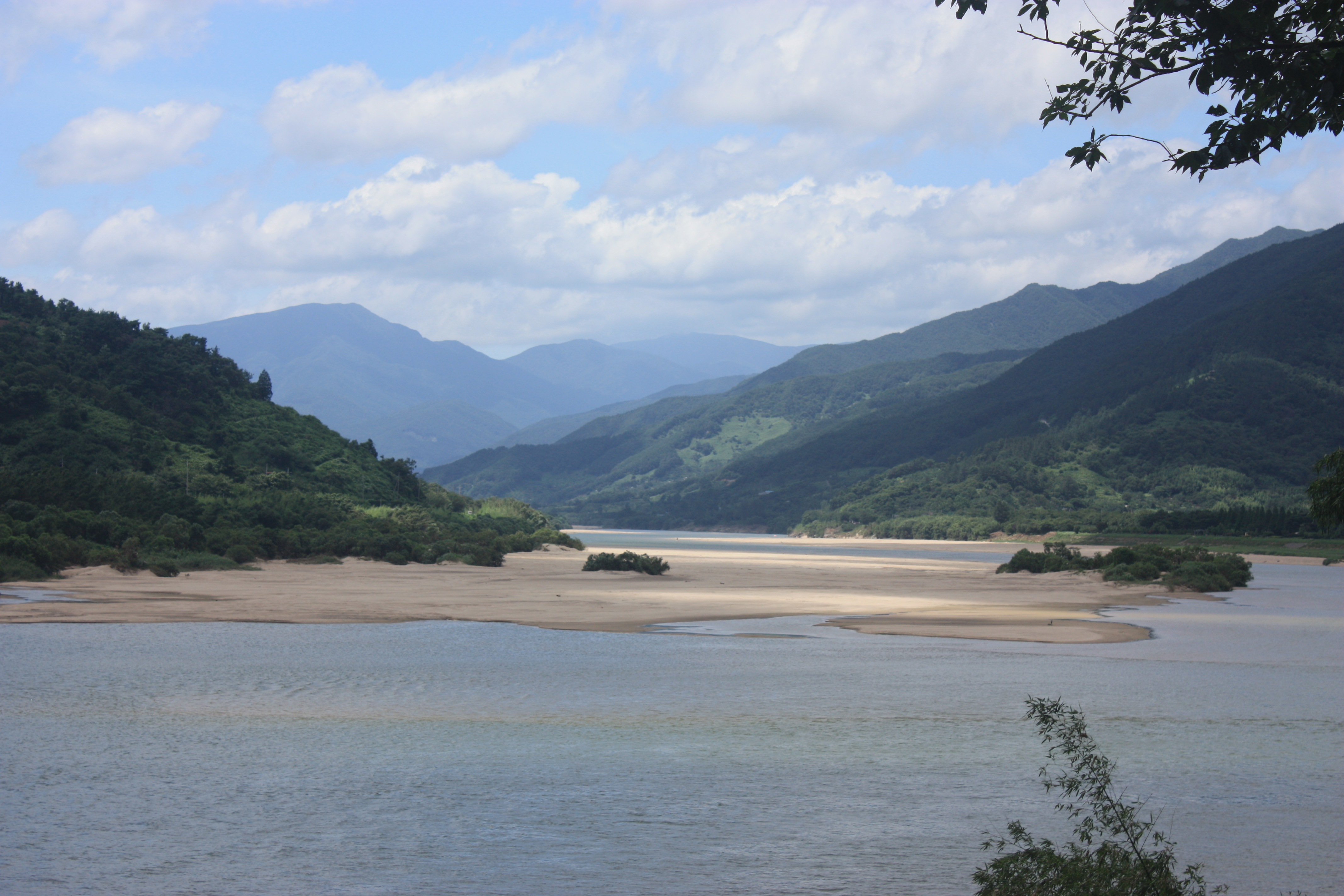
Der Seomjin nördlich von Hadong